# مخندقية
تفرينية أو مُجَعَّدات (الاسم العلمي: Taphrinaceae) هي فصيلة من الفطريات تتبع رتبة التفرينيات من طائفة التفرينياوات.

## أجناس
- تفريني